# Blackpool F.C.
Blackpool Football Club – angielski klub piłkarski z miasta Blackpool. Ich lokalnym rywalem jest Preston North End. W klubie tym grał kiedyś zdobywca pierwszej Złotej Piłki Stanley Matthews. W 1953 roku Blackpool pokonało w finale FA Cup Bolton Wanderers 4:3.

## Osiągnięcia
Ligowe
- Mistrzostwo Division Two (1) 1929/30
- Zwycięzcy play-off (4)
  - (1991/1992) Football League Fourth Division
  - (2000/2001) Football League Third Division
  - (2006/2007) Football League One
  - (2009/2010) Football League Championship

Pucharowe
- Puchar Anglii w piłce nożnej (1) 1953
- Puchar Angielsko-Włoski (1) 1971
- Football League Trophy (2) 2002, 2004
- Lancashire Cup (6) 1936, 1937, 1954, 1994, 1995, 1996

## Zawodnicy
Obecny skład
Stan na 26 lipca 2017
| Nr | Poz. | Piłkarz               |
| -- | ---- | --------------------- |
| 1  | BR   | Ben Williams          |
| 2  | OB   | Kelvin Mellor         |
| 3  | OB   | Andy Taylor (kapitan) |
| 4  | PO   | Jim McAlister         |
| 5  | OB   | Clark Robertson       |
| 6  | OB   | Will Aimson           |
| 7  | NA   | Kyle Vassell          |
| 8  | PO   | Brad Potts            |
| 9  | NA   | Mark Cullen           |
| 10 | NA   | Max Clayton           |
| 11 | NA   | Armand Gnanduillet    |
| 14 | PO   | Jimmy Ryan            |
| 18 | NA   | Danny Philliskirk     |
| 19 | NA   | Jamille Matt          |
| 20 | OB   | Oliver Turton         |

| Nr | Poz. | Piłkarz                                    |
| -- | ---- | ------------------------------------------ |
| 21 | PO   | Bright Osayi-Samuel                        |
| 23 | PO   | Colin Daniel                               |
| 25 | BR   | Myles Boney                                |
| 29 | OB   | Peter Hartley                              |
| 30 | NA   | Nathan Delfouneso                          |
| 32 | NA   | Rowan Roache                               |
| 34 | PO   | Sebastien Des Pres                         |
| 36 | NA   | Raul Correia                               |
|    | BR   | Ryan Allsop (wypożyczony z Bournemouth)    |
|    | BR   | Christoffer Mafoumbi                       |
|    | OB   | Curtis Tilt                                |
|    | OB   | Nick Anderton                              |
|    | PO   | Callum Cooke (wypożyczony z Middlesbrough) |